# 奧地利進攻
奧地利進攻（英語：Austrian Attack）是國際象棋開局彼尔茨防御的一種，走法為：
1.e4 d6 2. d4 Nf6 3. Nc3 g6 4. f4 Bg7